# Vĩnh Lạc đại điển

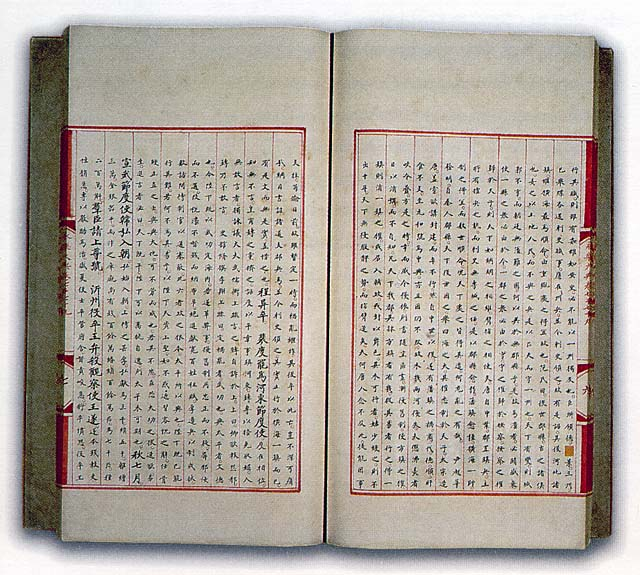
Vĩnh Lạc đại điển bản in 1403.

Vĩnh Lạc đại điển giản thể: 永乐大典; phồn thể: 永樂大典; bính âm: Yǒnglè Dàdiǎn là một bộ bách khoa toàn thư của Trung Quốc được biên soạn theo lệnh Minh Thành Tổ từ năm 1403 đến năm 1408. Đây là một trong những bộ bách khoa toàn thư đầu tiên trên thế giới và cho đến nay đây vẫn là một trong những tác phẩm đồ sộ nhất của thể loại này.

## Lịch sử
Theo lệnh của hoàng đế Minh Thành Tổ, ban đầu khoảng 147 người làm việc dưới sự giám sát tu sửa của Nội các Đại học sĩ Giải Tấn và vào năm 1404 đã hoàn thành với tên gọi là Văn hiến tập thành. Sau khi xem xét, Minh Thành Tổ cho rằng phần lớn chưa hoàn chỉnh nên năm 1405 ông lại ra lệnh cho Thái tử Thiếu phó Diêu Quảng Hiếu, Lễ bộ Thượng thư Trịnh Tứ, Hình bộ Thị lang Lưu Quý Trì, Giải Tấn cùng trên hai nghìn học giả làm việc từ năm 1405 tới năm 1408 để tập hợp hơn 8.000 văn bản thuộc nhiều thời kỳ của lịch sử Trung Quốc. Các văn bản này đề cập tới đủ mọi lĩnh vực từ khoa học tự nhiên, khoa học xã hội cho đến nghệ thuật và tôn giáo cũng như các văn bản ghi chép lịch sử. Bộ sách được hoàn thành năm 1408 tại Nam Kinh Quốc tử giám (南京國子監) với tổng số 22.877 (hoặc 22.937) cuộn được chia thành 11.095 tập với 50 triệu chữ và chiếm thể tích khoảng 40 mét khối.
Do kích cỡ quá đồ sộ nên Vĩnh Lạc đại điển chỉ có một bản duy nhất mà không được khắc in. Tới năm 1557 thời Minh Thế Tông, bộ sách suýt bị hỏa hoạn trong Tử Cấm Thành thiêu hủy vì vậy Vĩnh Lạc đại điển được chép thêm một bản theo lệnh của hoàng đế nhà Minh. Trải qua nhiều biến loạn lịch sử, đặc biệt là sự kiện Liên quân tám nước tấn công hoàng cung nhà Thanh trong thời gian phong trào Nghĩa Hòa Đoàn, Vĩnh Lạc đại điển bị hủy hoại phần lớn và cho tới nay người ta chỉ còn lưu giữ được khoảng chưa đầy 400 tập của bộ sách này. Bộ sưu tập trọn vẹn nhất các tập Vĩnh Lạc đại điển hiện được cất giữ tại Thư viện Quốc gia Trung Quốc ở Bắc Kinh. Năm 1962, một phần của bộ sách gồm 109 tập đã được xuất bản.